# Gli Spettri di Gaunt

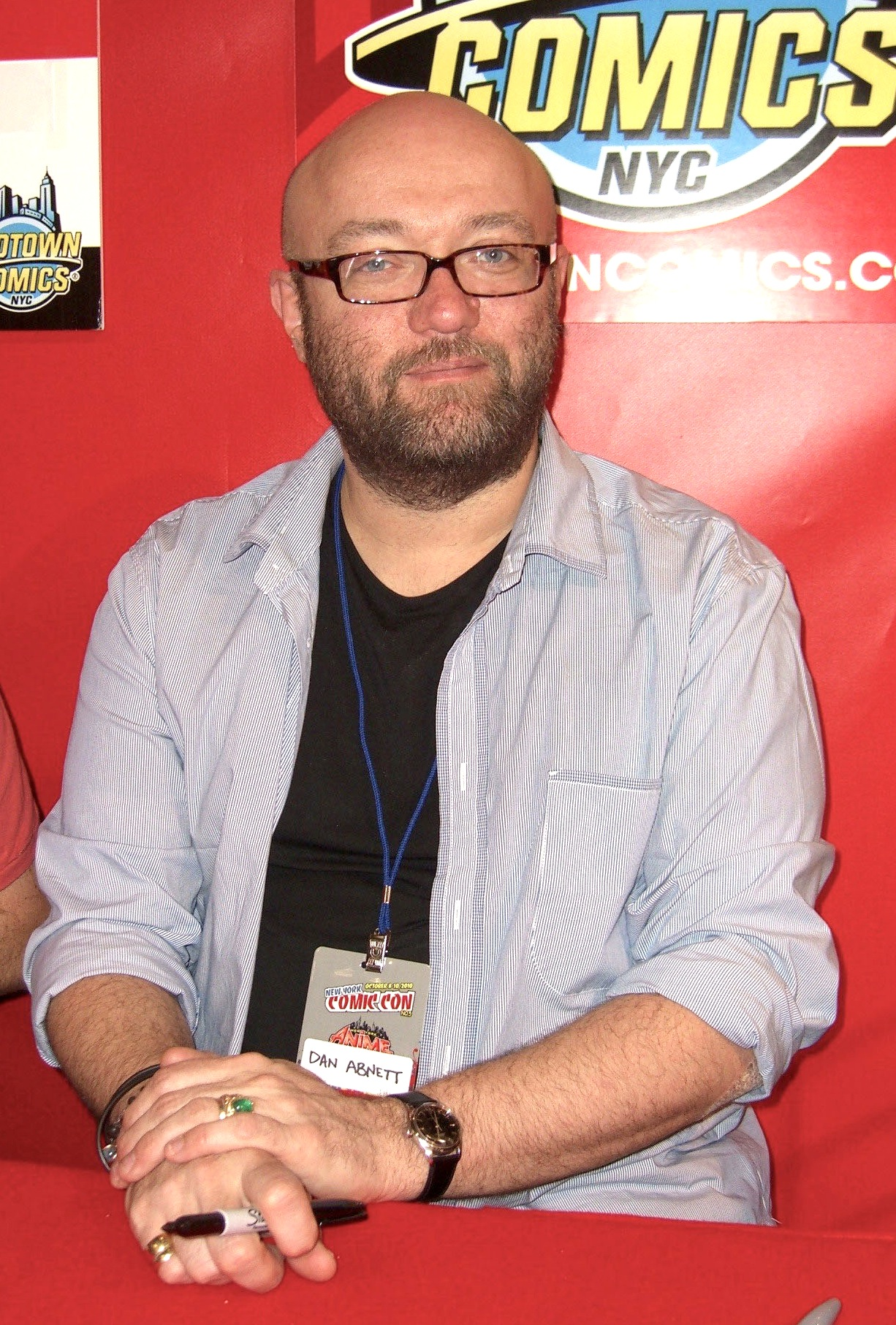
Dan Abnett, autore della serie degli Spettri di Gaunt

Gli Spettri di Gaunt è una serie di romanzi scritta da Dan Abnett. È una space opera militare ambientata nell'universo di Warhammer 40000. Narra le avventure del reggimento di Guardia Imperiale Primo e Unico Tanith, in lotta contro traditori e legioni maledette.
Nel Regno Unito i romanzi sono pubblicati da Black Library, mentre in Italia venne pubblicata dalla Hobby & Work fino al romanzo Il Generale Traditore. Dal 2021, Alanera Edizioni ha ricominciato la pubblicazione della serie con versioni revisionate e aggiornate dei romanzi. Questa collaborazione si conclude nel maggio 2024.

## Trama
Queste sono le trame dei libri in ordine di pubblicazione: La serie è attualmente composta da quattro saghe, ma la pubblicazione in Italia è stata interrotta con il libro Il Generale Traditore. Sono state pubblicate anche delle antologie e dei racconti brevi, mai tradotti in Italia. Black Library ha anche pubblicato le saghe sotto forma di omnibus che comprendono anche uno o più racconti brevi pubblicati precedentemente solo in formato eBook.
La serie comprende anche libri di background e romanzi spin-off.

### 1. The Founding

#### Primo e Unico
Le armate del Caos hanno infestato i mondi di Sabbat. La Guardia Imperiale si prepara a riconquistarli. Il Primo e Unico Tanith combatte in prima linea contro reggimenti rivali ed eserciti di Space Marine del Caos fino alla battaglia più cruenta che si svolge sul pianeta Menazoid Epsilon. Lì Ibram Gaunt sceglie di infrangere il suo codice di onore per salvare milioni di vite innocenti.

#### Creatore di Spettri
Il Primo e Unico Tanith si trova su Monthax, un pianeta ricoperto di giungle, presidiato dalle forze del Caos. Mentre le truppe Imperiali si scontrano con gli occupanti, l'anziano esploratore MKoll scopre che il grosso delle truppe dei marine del Caos assedia un misterioso tempio. Al suo interno si nascondono gli Eldar. Il loro mago Eon Kull deve sigillare le vie di accesso al tempio con la magia. il Primo e Unico Tanith decide così di aiutarli distruggendo tutti i soldati del Caos assedianti, grazie anche alla collaborazione inaspettata di altri reggimenti alleati che, in precedenza si sarebbero rifiutati di farlo.
In questo libro viene spiegata l'intera storia del Primo Tanith e dei suoi soldati, grazie a dei flashback del Commissario Gaunt.

#### Necropolis
Una misteriosa ed inarrestabile forza assedia la città formicaio Verun. Gaunt e i suoi Spettri sono pronti a combattere quando un inaspettato tradimento farà crollare le loro difese. Sull'orlo della sconfitta Gaunt decide di reclutare nuovi soldati dal formicaio e da altri mondi per continuare la lotta e salvare Verun dall'attacco imminente di una legione del Caos.

### 2. The Saint

#### Guardia d'onore
Il Primo e Unico Tanith parte in azione per riconquistare un mondo santuario di importanza vitale per l'umanità. Infatti su questo pianeta in mano al nemico si trovano le spoglie di Santa Sabbat, la Santa che guidò l'uomo nella galassia. Così il Primo e Unico Tanith dovrà rischiare la vita per salvare l'oggetto più sacro di tutto l'Imperium.

#### Le armi di Tanith
La crociata di Sabbat ha deciso di riconquistare Phantine, un pianeta ricco di giacimenti di promezio, essenziale per continuare la crociata. Il Primo e Unico Tanith dovrà calarsi da dirigibili nelle città conquistate usando delle corde. La battaglia può essere vinta solo grazie al fattore sorpresa. Questa volta i nostri eroi dovranno non solo affrontare l'arcinemico, ma anche risolvere complotti e inganni interni che interesseranno alcuni soldati in particolare. I reggimenti Imperiali dovranno battersi duramente per sopravvivere questa volta.

#### Argento puro
Sui campi di Aexe Cardinal la Guardia Imperiale si scontra con le Forze del Caos, chiamata in aiuto dagli abitanti del pianeta che da ormai quarant'anni lottano contro la repubblica di Shadik, territorio del pianeta controllato dal Caos. I soldati del pianeta presentano armi poco sviluppate e tecniche di combattimento arretrate, dato che la guerra li ha privati del contatto con gli altri pianeti, che nel frattempo si evolvevano. I reggimenti Imperiali devono dunque adattarsi alle tecniche di combattimento locali. Gli Spettri entrano dunque in una terribile guerra di trincea, le cui sorti sono ancora indecise. Le perdite superano l'immaginabile, così Gaunt decide di accettare una pericolosissima missione che, vincendo, metterà fine alla battaglia.

#### I martiri di Sabbat
Una giovane ragazza afferma di essere la reincarnazione di Santa Sabbat. Finisce subito sotto il mirino del Caos che tenta in tutti i modi di ucciderla. Una volta morta il Caos inizierà ad attaccare con più forza e brutalità l'Imperium. I Tanith eseguiranno il loro lavoro e combatteranno i nemici con più decisione e determinazione. Gli Spettri di Gaunt cambieranno le sorti della crociata, compiendo un'azione che diverrà leggendaria.

### 3. The Lost

#### Il generale traditore
Le armate agli ordini del Magister Sek hanno catturato un lord generale dell'impero. Ibram Gaunt e una squadra dei suoi uomini hanno avuto l'incarico di riportare a casa questo insostituibile ufficiale. Catapultati nel mondo di Gereon, Gaunt e i suoi Spettri scoprono in prima persona gli orrori di un mondo assoggettato al Caos. Riusciranno gli Spettri a rintracciare e riprendersi il Generale prima che tutto ciò che conosce passi al nemico, oppure dovranno ridurlo al silenzio?

#### His last command
Il Primo e Unico Tanith non esiste più. Integrato in un altro reggimento al servizio di un nuovo carismatico comandante, la fedeltà degli ex-Spettri viene messa alla prova quando il Colonnello Commissario Gaunt, a lungo creduto morto, ritorna. Mentre il nemico sommerge le forze imperiali, scontrandosi con il comando della Crociata, sospettato di corruzione da parte del Caos, Gaunt deve combattere non solo per riunirsi con i propri Spettri, ma anche per impedire che loro vite vengano gettate via in una guerra impossibile da vincere.

#### The Armour of Contempt
Il Colonnello Commissario Ibram Gaunt ha speso un anno a combattere come parte della resistenza sotterranea sul mondo formicaio Gereon in mano al nemico. Quando se n'è andato, ha promesso di portare le forze dell'Imperium a liberare i cittadini di Gereon dai propri oppressori. Ora è tornato e c'è una crociata alle sue spalle, ma trova un modo devastato dalla guerra e un popolo irrevocabilmente danneggiato dalla corruzione del Caos. Ora Gaunt deve combattere per salvare Gereon non solo dal nemico, ma dall'Imperium stesso.

#### Only in Death
La Crociata dei Mondi di Sabbat ha raggiunto il Mondo Fortezza di Jago e al Primo Tanith viene data la vitale - e pericolosa - missione di difendere un punto chiave dal nemico, barricato in un antico palazzo - l'Hinzerhaus. Strane cosa vi stanno accadendo. Girano voci nel vento di persone scomparse. Con il nemico là fuori e gli spettri all'interno, il Colonnello Commissario Ibram Gaunt e i suoi uomini devono affrontare le proprie paure - poiché solo con la morte finisce il dovere.

### 4. The Victory

#### Blood Pact
Il Primo Tanith è stato portato via dal fronte e si sta godendo un po' di meritato riposo. Ma sta per finire. Un prigioniero nemico - uno del letale Patto di Sangue - vuole tradire i suoi padroni, ma parlerà solo con il Colonnello Commissario Ibram Gaunt. Ci si può fidare ed esattamente cosa sa? Gaunt deve scoprire la verità ed evitare una minaccia mortale sia per la sua vita che per la Crociata dei Mondi di Sabbat.

#### Salvation's Reach
Gli Spettri del Primo e Unico Tanith sono stati fuori dalla prima linea per troppo tempo. Fiacco e desideroso di azione, gli viene proposta una missione perfetta per le loro capacità. L'obiettivo: la Possibilità di Salvezza, una roccaforte remota e impenetrabile contenente segreti che potrebbero cambiare il corso della campagna dei Mondi di Sabbat. Ma l'incursione proposta è così pericolosa che viene considerata una missione suicida e gli Spettri potrebbero essere stati in riserva per così tanto tempo da aver perso lo smalto. Perseguitati da spettri del passato e pedinati dall'Arcinemico, il Colonnello Commissario Gaunt e i suoi Spettri si imbarcano in quella che potrebbe essere il loro momento di gloria... o la loro missione finale.

#### The Warmaster
Dopo il successo della loro disperata missione nella Possibilità di Salvezza, il Colonnello Commissario Gaunt e il Primo Tanith raggiungono lo strategicamente vitale mondo forgia di Urdesh, assediato dalle brutali armate dell'Anarca Sek. Tuttavia, potrebbe esserci qualcosa di più in ballo che un semplice pianeta. Le forze imperiale hanno tentato di dividere e conquistare il proprio nemico, ma con il Signore della Guerra Macaroth in persona al comando della campagna di Urdesh, è possibile che l'assalto dell'Arcinemico abbia un obiettivo differente - decapitare la struttura di comando imperiale con un singolo colpo. Il Signore della Guerra ha permesso di diventare lui stesso un inconsapevole bersaglio? E gli Spettri di Gaunt possono difenderlo dagli assassini e dalle macchine da guerra del Caos riuniti?

#### Anarch
La battaglia per Urdesh è iniziata – e l'esito determinerà il fato della Crociata dei Mondi di Sabbat. Ibram Gaunt, ora braccio destro del Signore della Guerra Macaroth, e i suoi Spettri detengono la chiave della vittoria – ma possono loro sconfiggere il sinistro Anarca e i suoi Figli di Sek?

### Antologie
Black Library ha prodotto due antologie ambientate durante la Crociata dei Mondi di Sabbat: Sabbat Worlds e Sabbat Crusade. Esse comprendono racconti brevi scritti da vari autori e curati da Dan Abnett, alcuni dei quali vedono come protagonisti Gaunt e i suoi Spettri in vari punti della saga. Ad esempio, il racconto A Ghost Return dell'antologia Sabbat Crusade è cronologicamente ambientato prima dell'intera serie, mentre Iron Star dell'antologia Sabbat Worlds è posizionato tra Only in Death e Blood Pact.
Il racconto breve In Remembrance non è mai stato incluso in un'antologia, ma è stato stampato all'interno dell'omnibus The Founding.

### Romanzi Spin-off

#### Titanicus
Il Mondo Forgia di Orestes viene attaccato da una legione di Titani del Caos e per questo chiede dei Titani della Legio Invicta comandata dal loro Princeps Maximus, Pietor Gearhart. Durante la guerra, una rivelazione riguardante l'Imperatore viene alla luce, minacciando di frammentare la fragile unione tra l'Imperium e l'Adeptus Mechanicus per sempre.

#### Double Eagle
Mentre gli Space Marine e la Guardia Imperiale dominano i campi di battaglia dei Mondi di Sabbat, i cieli appartengono alla Marina Imperiale. Su Enothis, il nemico sta minacciando di arrestare l'avanzata imperiale. Forze demoniache si spingono in territorio imperiale, migliaia di profughi fuggono nel deserto e un famigerato pilota corrotto dal Caos, Khrel Kas Obarkon, domina il cielo, la sua abilità nella cabina di pilotaggio pari solo alla sua conta delle uccisioni. I piloti del Ventesimo Corpi da Combattimento di Phantine sono l'unica speranza di vittoria per l'Imperium.

### Libri di background

#### The Sabbat Worlds Crusade
Questo libro scritto da Dan Abnett contiene mappe riguardanti la Crociata dei Mondi di Sabbat, accompagnate da descrizioni di battaglie e personaggi importanti. È attualmente fuori produzione, ma la sua versione senza illustrazioni è stata stampata sotto forma di appendice all'interno dell'antologia Sabbat Crusade.

#### Tactica Imperialis
Questo libro scritto da Dan Abnett contiene i dettagli di quattro campagne imperiali separate avvenute durante gli ultimi anni della Crociata dei Mondi di Sabbat, accompagnati da mappe e descrizioni di battaglie e personaggi importanti. Il libro funge da continuazione di The Sabbat World Crusade e anch'esso è attualmente fuori produzione.
I conflitti descritti sono i seguenti:
- La Crociata Nera di Jihar il Laceratore - 599.M37
- Lyubov - 778.M41
- Naxos - 811.M41
- Rophanon - 990.M37

La sezione senza illustrazioni dedicata a Lyubov è stata anch'essa stampata sotto forma di appendice all'interno dell'antologia Sabbat Crusade.

## Personaggi principali
I protagonisti dei libri sono tutti i soldati del reggimento. Dan Abnett si sofferma però sulla descrizione di alcuni. Chi più importante e chi meno, qui sotto sono descritti i protagonisti.
- Colonnello Commissario Ibram Gaunt: Dopo aver passato una dura infanzia, con genitori assenti, Ibram Gaunt è entrato a far parte del reggimento imperiale Hyrkaniano dove, col grado di Apprendista Commissario, ha presto guadagnato la fiducia di tutti i soldati, soprattutto quella del suo maestro, il Commissario Oktar il quale, sul punto di morte, nominerà Gaunt Commissario a tutti gli effetti. Solo più tardi, dopo la vittoria su Balhaut, egli otterrà il privilegio di comandare con il titolo di Colonnello Commissario. Dopo anni Ibram Gaunt venne trasferito al comando dei reggimenti di Tanith, istituiti da poco.
- Colonnello Colm Corbec: è il colonnello del Tanith, molto fedele a Ibram Gaunt. Effettua delicate incursioni che hanno effetto decisivo sul combattimento. Seleziona bene gli uomini per il suo plotone che risultano abili in alcune attività specifiche. Tutti i tanith si fidano di lui. È molto amico del dottor Dorden che in gioventù ha aiutato sua madre a partorirlo. Gentile ed altruista è anche goloso di stecche alla liquirizia e del sacra, il liquore preferito dai tanith.
- Milo Brin: è l'assistente di Ibram Gaunt. Brin non faceva parte del reggimento: era stato mandato vicino al commissario dai senatori di Tanith per servirlo. Durante l'attacco del Caos, Milo fuggì con Gaunt, entrando a far parte del primo reggimento tanith. Suona abilmente quasi tutti gli strumenti popolari di Tanith, fra cui la Cornamusa e i vari flauti incoraggiando così i soldati in combattimento, suonando inni popolari di Tanith, su richiesta del Commissario. Alcuni credono abbia poteri psionici perché riesce a vedere le cose poco prima che accadano.
- Maggiore Elim Rawne: è uno dei comandanti alla guida di una piccola parte del reggimento degli Spettri. Fin dalla giovane età si è guadagnato il rispetto degli altri ragazzi nei borghi di Tanith Attica, diventando così una figura di rilievo tra i coetanei. Ha avuto rapporti difficili con Ibram Gaunt (che prova ad uccidere più volte) e con i suoi uomini, mostrando un carattere imprevedibile. Col passar del tempo però è diventato leale nei confronti del commissario.
- Murtan Feygor: è lo scaltro aiutante di Elim Rawne. È inaffidabile, pigro e irresponsabile. Ha sempre trovato conforto nel maggiore Rawne anche se quest'ultimo proviene da una nobile famiglia, al contrario di Murtan, che discende da umili boscaioli. Il vaso trabocca proprio quando Feygor viene promosso sergente. Inizia così uno sporco comando che porteranno in guai seri più volte i suoi uomini.
- Soldato Dermon Caffran: è un ottimo soldato, deciso e abile nell'uso del fucile laser. È molto coraggioso ed ha prestato eterna fedeltà al suo commissario, Ibram Gaunt. Caffran non sa nuotare e ha raramente visto l'oceano, essendo vissuto nei boschi. La battaglia di Oskray viene vinta grazie a Caffran e ai suoi uomini che, entrando di nascosto nella base del Caos, distruggono una torre. Vedendo esplodere l'edificio Sholen Skara, il capo degli adoratori del Caos, crede che le truppe nemiche sono penetrate nella base. Pensando di aver perso la battaglia, Skara offre i corpi dei suoi uomini agli dei del Caos. L'esercito nemico è ormai vinto nonostante Caffran ne sia stato inconsapevole.
- Mastro Cecchino Hlaine Larkin "il Pazzo": è il cecchino migliore del reggimento. Si è costruito da solo un mirino da visione notturna che ha installato sul suo fucile. Fin da bambino ha avuto improvvisi dolori come vomito e fitte, Larkin è infatti un epilettico e non è raro che durante gli scontri perda conoscenza. Viene chiamato "il Pazzo" perché ha visioni di angeli e di altre creature. Larkin è un uomo di poche parole e risponde spesso bruscamente ad amichevoli pacche sulle spalle, interpretandone male il significato.
- "Provaci ancora" Bragg: è un uomo robusto, muscoloso ma timido. Si è guadagnato il soprannome di "Provaci Ancora" Bragg per via della sua scarsa mira. È sempre pieno di risorse ed è abile nell'uso di armi pesanti. Infatti sui libri di Dan Abnett viene quasi sempre descritto armato di un potente lanciamissili. È solitamente accompagnato in battaglia dal soldato Caill, che controlla i nastri di proiettili o passa lui le varie munizioni. Date le sue doti fisiche è comunque capace di gestire da solo il fuoco delle sue armi, maneggiando cannoni automatici e mortai come una semplice guardia userebbe il suo fucile. È temuto da tutti per la sua statura ed è un grande amico di Larkin.
- Sergente esploratore Oan MKoll: è il sergente degli esploratori del Tanith. È abilissimo nel mimetizzarsi e riesce a muoversi in foreste piene di arbusti e rovi senza emettere il minimo rumore. È molto amico di Dorden e lo segue ovunque. Conosce vari metodi per non essere visto ed è abile nell'affrontare nemici più forti di lui battendoli con astuzia.
- Dottor Tolin Dorden: è il medico del reggimento. È un abile dottore e grazie a lui molte vite sono state salvate. Pratica il suo lavoro da molto tempo, anche prima di entrare nel reggimento. Aveva due figli, di nome Mikal e Clara. Sua moglie e Clara sono morte col pianeta Tanith e Mikal fa parte di un reggimento della guardia imperiale. Altruista e coraggioso Dorden è deciso a curare ogni ferito incontri, non solo i tanith. In alcuni episodi si è dimostrato anche abile nell'inventare strategie militari. Ha però fatto un giuramento: ha promesso all'Imperatore di non uccidere mai e di ricorrere il meno possibile alla violenza. È costretto però a infrangere il suo giuramento per salvare il Commissario Gaunt dalle grinfie di un seguace del Caos.
- Sergente Clegan Varl: Varl è uno fra i più giovani sergenti del Primo e Unico Tanith. Ha perso un braccio che è stato poi rimpiazzato da uno meccanico che, purtroppo, si rovina a contatto con l'acqua. È un abile stratega ed è leale nei confronti del commissario. È un uomo ironico ed è un maestro di persuasione. Sulle navi trasporto, per passare il tempo, organizza giochi d'azzardo dove inganna gli altri giocatori. I pochi e rari fortunati che lo scoprono, scatenano furibonde risse per vendicarsi e per riprendersi i soldi giocati. Varl conosce moltissimi giochi di prestigio ed è noto a tutti i Tanith.
- Dohon "Shoggy" Domor: Domor è un coraggioso e tenace spettro. È il cercamine del reggimento. Su Menazoid Epsilon ha perso entrambi gli occhi che sono stati successivamente sostituiti da due protesi meccaniche. Sullo stesso pianeta, affidandosi al Metal detector, ha trovato una via d'accesso nei sotterranei minati fino alla stanza che custodiva lo SPM, una macchina in grado di creare soldati robot. Viene successivamente nominato sergente. I soldati gli hanno affibbiato il soprannome "Shoggy" perché con gli occhi bionici ricorda un anfibio delle paludi di Tanith.
- Esploratore MKvenner: MKvenner è un abile esploratore secondo solo a Oan Mkoll. È un abile guerriero ed è particolarmente letale quando combatte con il suo fidato coltello o semplicemente quando combatte a mani nude. È sempre vissuto nei boschi di Tanith e questo suo contatto con la natura, lo ha aiutato a migliorare le sue tecniche di combattimento corpo a corpo. È infatti l'ultimo praticante rimasto di un'arte marziale originaria di Tanith, risalente ai tempi feudali del pianeta, dove vari monaci lottavano proprio con queste tecniche.
- Addetto al Lanciafiamme Aongus Brostin: Brostin è un uomo corpulento e molto peloso. È uno scansafatiche e sottovaluta spesso i ranghi sopra di lui. È uno dei Tanith più bravi nell'uso del lanciafiamme anche perché le fiamme lo hanno sempre appassionato fin da piccolo.

### I rinforzi del formicaio Verghast
Dal terzo libro della saga, Necropolis, nuovi soldati si aggiungono al reggimento. Fra i nuovi componenti e i vecchi nasce una rivalità, dato che i vecchi Spettri, originari del pianeta Tanith, si sentono unici nel loro genere non riconoscendo gli Spettri di Verghast loro simili. Le rivalità sono lentamente scomparse grazie anche all'aiuto di membri come Clegan Varl, che è presto diventato amico di Gol Kolea, vecchio minatore di Verghast. Oppure grazie a l'amore che è nato fra Dermon Caffran e Tona Crrid, che hanno adottato come figli due orfani di Verghast. Colm Corbec ha invece fatto amicizia con l'esploratrice Sehra Muril che ha ben presto considerato come una figlia. Un prete Ayatani di nome Zweil, si unisce al reggimento. Zweil È un uomo scherzoso, dalla battuta pronta e sempre armato di sigari e sigarette.
Beltayn, un ragazzo di Verghast, prende il posto di Milo Brin (dopo che egli viene nominato soldato) diventando l'assistente di Ibram Gaunt. Dorden fa invece conoscenza di Ana Curth, la quale entra a far parte dello staff medico del Tanith, dato che aveva avuto un passato da dottoressa al formicaio. Oltre le amicizie, nascono anche le faide, come quella del folle soldato Lijah Cuu contro Larkin il pazzo e "provaci ancora" Bragg. Nel libro "Le Armi di Tanith", Cuu compie un omicidio e fa in modo che le prove convergano su Dermon Caffran. Bragg e Larkin testimoniano a sfavore di Cuu. Grazie al loro intervento, Caffran viene liberato e Cuu messo al suo posto, in prigione. Dopo la sua scarcerazione, Cuu, infuriato contro i testimoni, escogita un modo per vendicarsi.
Nel sesto libro si scopre che un verghastiano di nome Agun Soric è in realtà uno psionico, dato che si ritrova magicamente dei biglietti nelle tasche, scritti con la sua calligrafia, in cui sono descritti atti che sarebbero accaduti nel futuro. Inizialmente Soric sfrutta questa dote ma prima o poi verrà sopraffatto da essa.

## Crociata di Sabbat
La Crociata di Sabbat, iniziata nel 755.M41 sotto la guida del Signore della Guerra Slaydo e continuata da Macaroth, proponeva di riconquistare i mondi di Sabbat, conquistati dal Caos.
Gli adoratori del Caos, come la setta del Patto di Sangue, avevano ormai infestato dozzine di pianeti e la Guardia Imperiale, si trovò costretta ad incitare i pianeti interessati a fondare i propri reggimenti. Inizia così una serie di lunghe e sanguinose lotte che vedono vittorie emozionanti e sconfitte dolorose: fra i pianeti infestati, dalle tremende e brutali scritte sui muri che lodano gli Dei del Caos ai sanguinosi sacrifici, la Guardia Imperiale si batte fino all'ultimo uomo in teatri decisivi come Hagia o Phantine, ma solo la collaborazione decisiva di tutti i reggimenti porterà alla vittoria.

### Battaglie
Il Primo e Unico partecipa alla maggior parte degli scontri. Le seguenti sono le battaglie più importanti delle prime due serie.
- Fortis Binary: (primo libro) lotta combattuta fra il Tanith Primo e i Dragoni Vitriani, contro gli Shriven. Gli Spettri erano stati inviati volutamente nel cuore dello scontro per mettere alla prova le loro abilità.
- Menazoid Epsilon: (primo libro) Gli Spettri di Gaunt affrontano Shriven, macchine assassine, e un reggimento rivale ai Tanith, quello dei Patrizi di Jantine.
- Monthax: (secondo libro, conflitto principale anche se il volume ne contiene molti altri, ambientati su altri pianeti) Il Primo Tanith affronta Space Marine del Caos, con l'aiuto degli Eldar e del reggimento dei "Volpone", compiendo una carica impavida senza perdere nemmeno un uomo, tecnica che negli anni passati non verrà ritenuta possibile e spiegata dagli storici come una lotta contro il nulla, supponendo che i soldati abbiano avuto delle visioni e abbiano conquistato un luogo deserto.
- Verghast: (terzo libro) I Tanith proteggono il formicaio da una legione del Caos, grazie al reclutamento dei nuovi soldati.
- Hagia: (quarto libro) Gli Spettri e altri reggimenti salvano il mondo santuario su cui sono custodite le reliquie di Santa Sabbat.
- Phantine: (quinto libro) La Guardia Imperiale libera le varie città formicaio del pianeta dal Patto di Sangue.
- Aexe Cardinal: (sesto libro) I Tanith affrontano la repubblica di Shadik con l'alleanza di Aexegary.
- Herodor: (settimo libro) La Guardia protegge il pianeta dall'attacco in masse del Caos, organizzato per uccidere una ragazza che si spaccia per Santa Sabbat.

### Reggimenti
Partecipano alla crociata molti reggimenti della Guardia ma anche Capitoli di Space Marine collaborano alla riconquista.
- 10º Dragoni Vitriani: reggimento i cui soldati indossano scintillanti armature di vetro. Nei libri vengono comandati dal colonnello Zoren, un leale guerriero.
- 1º Regio Volpone "Sangueblu": è composto da biondi, fieri e robusti soldati, guidati dal presuntuoso maggiore Gilbear.
- 50º Regio Volpone
- 17º Ketzok "i Serpenti": un reggimento composto interamente da Basilisk, sui quali obici sono dipinti dei serpenti.
- Patrizi di jantine: sono uomini arroganti e fin troppo sicuri di sé. Sono rivali degli spettri e vengono guidati dal maggiore Flense.
- Primo e Unico Tanith "gli Spettri di Gaunt"
- 5º Slamabadden: un abile reggimento di fanteria di uomini dalla pelle olivastra e d'aspetto indolente.
- 2º Roane Deepers: plotone di uomini alti e dalla pelle scura, combatte nella battaglia di Monthax assieme agli spettri.
- Reggimenti Urdeshi (4º,6º,7º,10º): sono determinati guerrieri di fanteria meccanizzata che parteciparono alla battaglia di Phantine dove vennero massacrati per la superficialità del loro amato colonnello Zhyte.
- 6º Krassian: Reggimento che partecipa con la perdita di vari uomini alle battaglie di Phantine e di Aexe Cardinal.
- 11º Mordiano: mordiani decisi e volenterosi lottano col Primo Tanith in vari teatri.
- 8º Hyrkano: precedente reggimento del Commissario Ibram Gaunt.